# 줄-톰슨 효과
줄-톰슨 효과(Joule-Thomson Effect)는 1852년 제임스 프레스콧 줄과 윌리엄 톰슨에 의해 발견된 열역학적 현상이다. 이 효과는 실제 기체(이상 기체와 구별) 또는 액체가 단열 상태에서 노즐을 통과하며 팽창할 때 온도가 변하는 현상을 말한다.

## 줄-톰슨 효과의 원리
줄-톰슨 효과는 다음과 같은 원리에 의해 발생한다.
- 단열 상태: 노즐을 통과하는 과정에서 열 유입이나 유출이 없도록 단열 상태를 유지한다.
- 엔탈피 불변: 단열 상태에서 엔탈피는 일정하게 유지된다. 엔탈피는 열에너지와 압력 곱하기 부피의 합으로 정의한다.
- 압력 감소: 노즐을 통과하면서 기체는 빠른 속도로 흐르게 되고, 이에 따라 압력이 감소한다.

## 온도 변화
줄-톰슨 효과에서 온도 변화 방향은 기체의 종류와 초기 압력 및 온도에 따라 다르다.
- 대부분의 기체: 상온에서 대부분의 기체는 줄-톰슨 팽창 과정에서 온도가 감소한다. 예를 들어, 공기, 질소, 산소 등이 여기에 속한다.
- 일부 기체: 헬륨, 수소 등 일부 기체는 상온에서 줄-톰슨 팽창 과정에서 온도가 상승한다.
- 임계 온도: 특정 기체의 경우, 임계 온도 이상에서는 온도가 감소하고, 임계 온도 이하에서는 온도가 상승한다.

## 응용 분야
줄-톰슨 효과는 다음과 같은 다양한 분야에 응용되고 있다.
- 냉동 시스템: 냉동 시스템에서 액체 냉매가 노즐을 통과하며 팽창하여 기체가 되면서 온도가 낮아지는 원리를 이용한다.
- 액화 가스 생산: 천연 가스, 헬륨 등을 액화하는 과정에서 줄-톰슨 효과를 이용한다.
- 가스 터빈 엔진: 가스 터빈 엔진에서 연료가 팽창하면서 발생하는 동력을 얻는 데 이용한다.

## 줄-톰슨 계수
줄-톰슨 효과를 정량적으로 나타내는 지표로 줄-톰슨 계수(µ)가 사용된다. 줄-톰슨 계수는 다음과 같은 식으로 계산된다.
```
µ = (∂T/∂P)_H
```

- µ: 줄-톰슨 계수
- T: 온도
- P: 압력
- H: 엔탈피

줄-톰슨 계수가 양수이면 온도가 감소하고, 음수이면 온도가 상승한다.

## 추가 정보
- 줄-톰슨 효과는 열역학 제2법칙과 밀접하게 관련되어 있다.
- 줄-톰슨 효과는 이상 기체 모델에서는 정확하게 설명되지 않으며, 실제 기체의 경우 비이상성을 고려해야 한다.

## 같이 보기
- 임계점 (열역학)
- 엔탈피, 등엔탈피 과정
- 이상기체
- 냉장
- 가역과정